# Bakovčice
Bakovčice falu Horvátországban, Kapronca-Kőrös megyében. Közigazgatásilag Kaproncához tartozik.

## Fekvése
Kaproncától 6 km-re délre a Bilo-hegység északi lejtőin, a drávamenti főúttól délre fekszik.

## Története
Valószínűleg a mai Bakovčice falunak felel meg az először 1503-ban felbukkanó, majd 1514-ben és 1524-ben is említett késő középkori Kapronca melletti Bankovec település, valamint a hozzá tartozott Bankovsćak szőlőhegy. A kaproncai uradalomhoz tartozott. 1857-ben 273, 1910-ben 444 lakosa volt. Trianonig Belovár-Kőrös vármegye Kaproncai járásához tartozott. 2001-ben a falunak 120 háztartása és 338 lakosa volt.